# Marija Golubničaja
Marija Golubničaja (rusky Мария Васильевна Голубничая,) (24. února 1924, Stavropol – srpen 2015) byla sovětská atletka, sprinterka a překážkářka.
V roce 1952 vybojovala na olympiádě v Helsinkách stříbrnou medaili v běhu na 80 metrů překážek. O dva roky později se v Bernu stala mistryní Evropy v této disciplíně.